# Championnat de Malte de football 1945-1946
Navigation
Saison précédente Saison suivante
La saison 1945-1946 de First Division Maltaise était la trente-et-unième édition de la première division maltaise.
Lors de cette saison, le La Vallette FC a conservé son titre de champion face aux six meilleurs clubs maltais lors d'une série de matchs se déroulant sur toute l'année.
Les sept clubs participants au championnat ont été confrontés à deux reprises aux six autres.
Le La Vallette FC a été sacré champion de Malte pour la quatrième fois.

## Les sept clubs participants
| Club                | Stade             | Capacité | Ville      |
| ------------------- | ----------------- | -------- | ---------- |
| Floriana FC         | -                 | -        | Floriana   |
| Paola Hibernians FC | Hibernians Ground | 8 000    | Paola      |
| Melita FC           | -                 | -        | San Ġiljan |
| Msida Saint-Joseph  | -                 | -        | Msida      |
| Sliema Wanderers FC | Guze Fava Ground  | 4 000    | Sliema     |
| St. George's FC     | -                 | -        | Bormla     |
| La Vallette FC      | -                 | -        | La Valette |

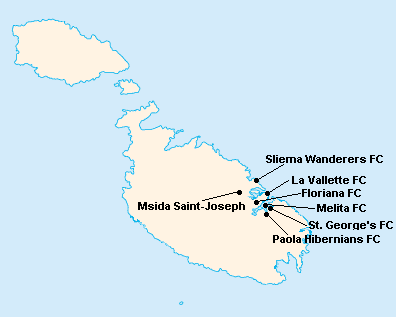
Localisation des clubs engagés dans le championnat.

L'île de Malte étant relativement petite, les clubs évoluent tous au stade National Ta'Qali (17 400 places). Certain cependant ont leur propre enceinte qu'ils peuvent éventuellement utiliser.

## Compétition

### Classement
| Rang | Équipe                  | Pts | J  | G | N | P | Bp | Bc | Diff |
| ---- | ----------------------- | --- | -- | - | - | - | -- | -- | ---- |
| 1    | La Vallette FC (T)      | 19  | 12 | 8 | 3 | 1 | 32 | 13 | +19  |
| 2    | Sliema Wanderers FC (C) | 17  | 12 | 8 | 1 | 3 | 39 | 15 | +24  |
| 3    | Floriana FC             | 16  | 12 | 6 | 4 | 2 | 31 | 9  | +22  |
| 4    | Paola Hibernians FC (P) | 13  | 12 | 6 | 1 | 5 | 25 | 17 | +8   |
| 5    | Melita FC               | 8   | 12 | 3 | 2 | 7 | 20 | 25 | -5   |
| 6    | St. George's FC (P)     | 7   | 12 | 2 | 3 | 7 | 17 | 41 | -24  |
| 7    | Msida Saint-Joseph (P)  | 4   | 12 | 1 | 2 | 9 | 17 | 61 | -44  |

| Légende : Qualifications et relégations | Légende : Qualifications et relégations                                                     |
| --------------------------------------- | ------------------------------------------------------------------------------------------- |
|                                         | Relégation en Second Division Maltaise                                                      |
|                                         | (T) : Tenant du titre 1944-1945 (P) : Promu en 1944-1945 (C) : Vainqueur du Trophée Rothman |

## Bilan de la saison
| Tableau d'Honneur       |                     |
| Compétition             | Vainqueur           |
| First Division Maltaise | La Vallette FC      |
| Trophée Rothman         | Sliema Wanderers FC |

| Promotions et relégations            |                                 |
| Relégués en Second Division Maltaise | Msida Saint-Joseph              |
| Promus de Second Division Maltaise   | Hamrun Spartans Naxxar Lions FC |